# Pont en treillis

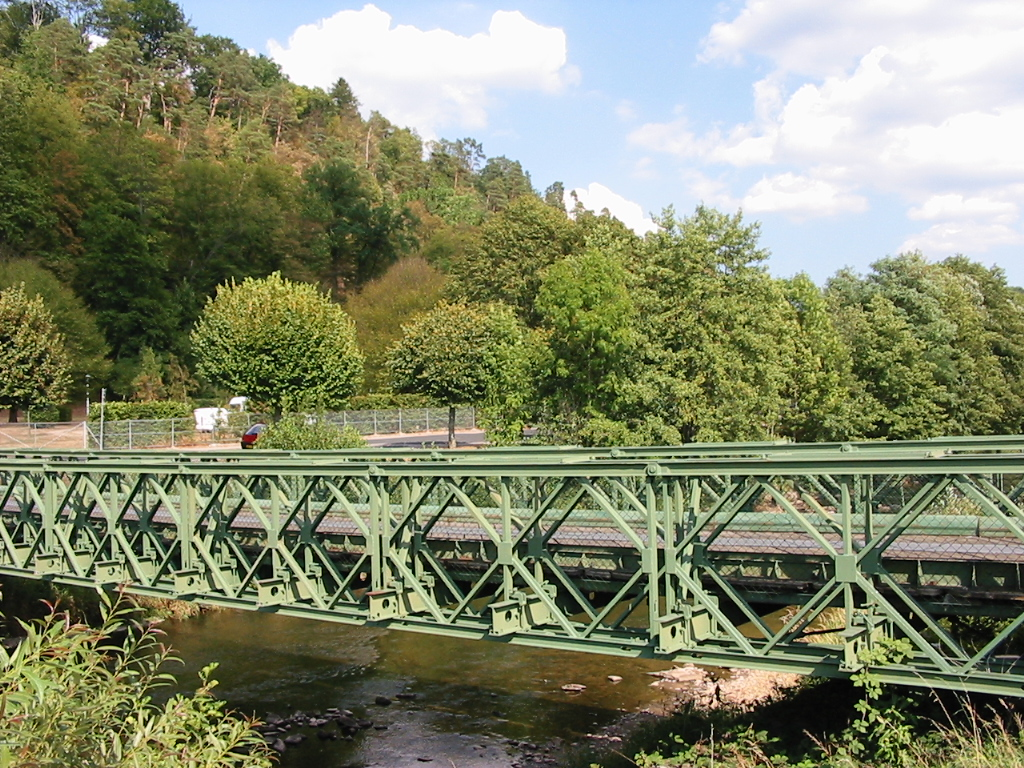
Pont Bailey sur la Meurthe, France. Pont provisoire en treillis, à mise en place très rapide.

Un pont en treillis, pont en poutre en treillis ou pont-treillis est un pont dont les poutres latérales sont composées de barres métalliques triangulées, assemblées en treillis. Au début du XXe siècle, les poutres en treillis étaient dénommées poutres américaines, car c’est aux États-Unis que la technique est apparue, bien que le premier pont treillis ait été construit par George Stephenson en Grande Bretagne en 1823 sur la rivière Gaunless. Les treillis peuvent être assemblés par boulonnage, par rivetage ou bien soudés. Il s’agit d’une méthode de construction rapide et peu coûteuse. Le concept a été mis au point par Andrea Palladio,.

## Descriptif

Terminologie d'une poutre en treillis (de type Pratt).

Les éléments horizontaux supérieurs et inférieurs du treillis constituent les « membrures » supérieures et inférieures. Pour le calcul, on parle également de « cordes » supérieures et inférieures.
Ces membrures, ou cordes, sont constituées chacune par une seule poutre rectiligne (bien que certaines membrures supérieures peuvent avoir un profil non rectiligne, parabolique par exemple), ou bien par une série de pièces successives placées bout à bout en ligne droite et assemblées soit par des manchons, soit par des articulations, soit de toute autre manière. Elles sont reliées entre elles par un ensemble de barres formant une triangulation.
Les barres verticales sont les « montants ». Les barres inclinées sont les « diagonales ».
L’ensemble formé par une diagonale ainsi que les deux montants horizontaux et verticaux est désigné sous le nom de « maille ». L’ensemble formé par deux diagonales et les éléments de membrure horizontaux supérieurs et inférieurs constituent un « panneau ».

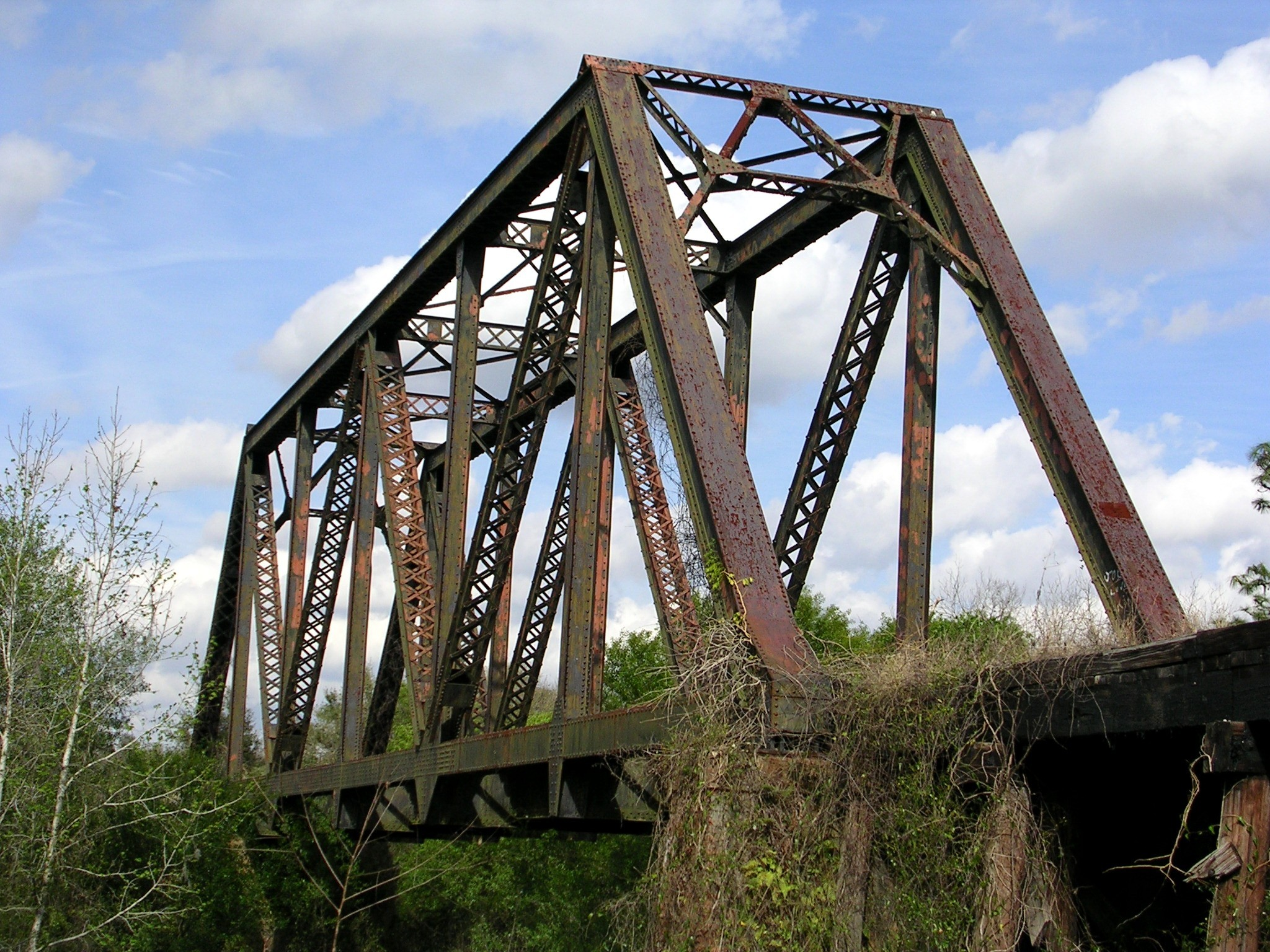
Pont à treillis de type Warren de la ligne ferroviaire « Seaboard Air Line Railway », situé près du village de Willow, Floride. Abandonné depuis le milieu des années 1980.

On appelle bras les barres qui, sous l’action d’une charge uniformément répartie sur toute la longueur de l’ouvrage, travaillent en compression et tirants celles qui, dans la même hypothèse travaillent en traction.
Si l'on parcourt la triangulation à partir d'une extrémité de la poutre, on remarque qu'un bras suit et précède toujours un tirant, et vice versa. Ce n'est qu'au milieu de la poutre, si celle-ci est symétrique par rapport à ce point, que deux bras ou deux tirants peuvent se toucher par leurs extrémités.
Les barres d'une poutre en treillis se divisent donc en deux systèmes, celui des bras et celui des tirants, dont les éléments sont intercalés. On rencontre également dans certains cas d’autres barres ne faisant partie d'aucun de ces deux systèmes, qui n'ont à supporter aucun effort normal lorsque la surcharge uniformément répartie couvre toute la travée ; mais quand cette surcharge ne couvre qu'une partie de la longueur de la poutre, ces barres peuvent travailler soit en compression, alors on les appelle contre-bras, soit en traction, et on les appelle contre-tirants.
Sous les cas de charge et conditions d'appui classiques, la membrure supérieure travaille toujours en compression, la membrure inférieure toujours en traction. Lorsque c'est possible, les diagonales sont disposées de manière à être toujours tendues (afin d'éviter les problèmes de flambage).

## Histoire des ponts en treillis aux États-Unis
Du fait de l’abondance du bois, les premiers ponts en treillis utilisèrent le bois pour les barres travaillant en compression et l’acier pour les barres en tension. Pour les protéger des intempéries, ils ont souvent été couverts…

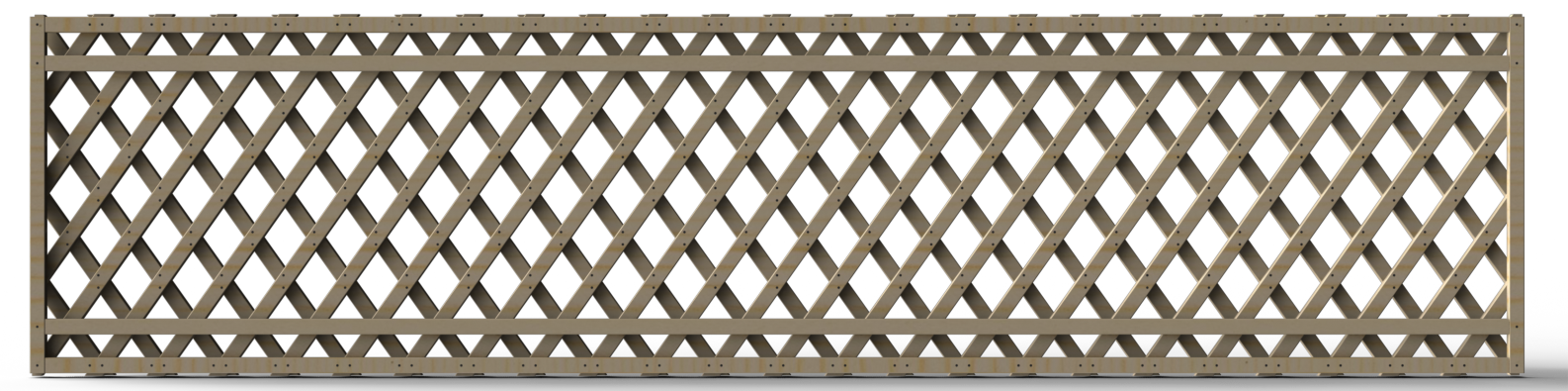
Treillis de type Town double.

En 1820, une forme simple de treillis fut brevetée, le treillis de type Town. Il présentait l’avantage d’être facile à monter et n’utilisait pas beaucoup de métal. Peu de ponts en treillis en fer furent construits aux États-Unis avant 1850.

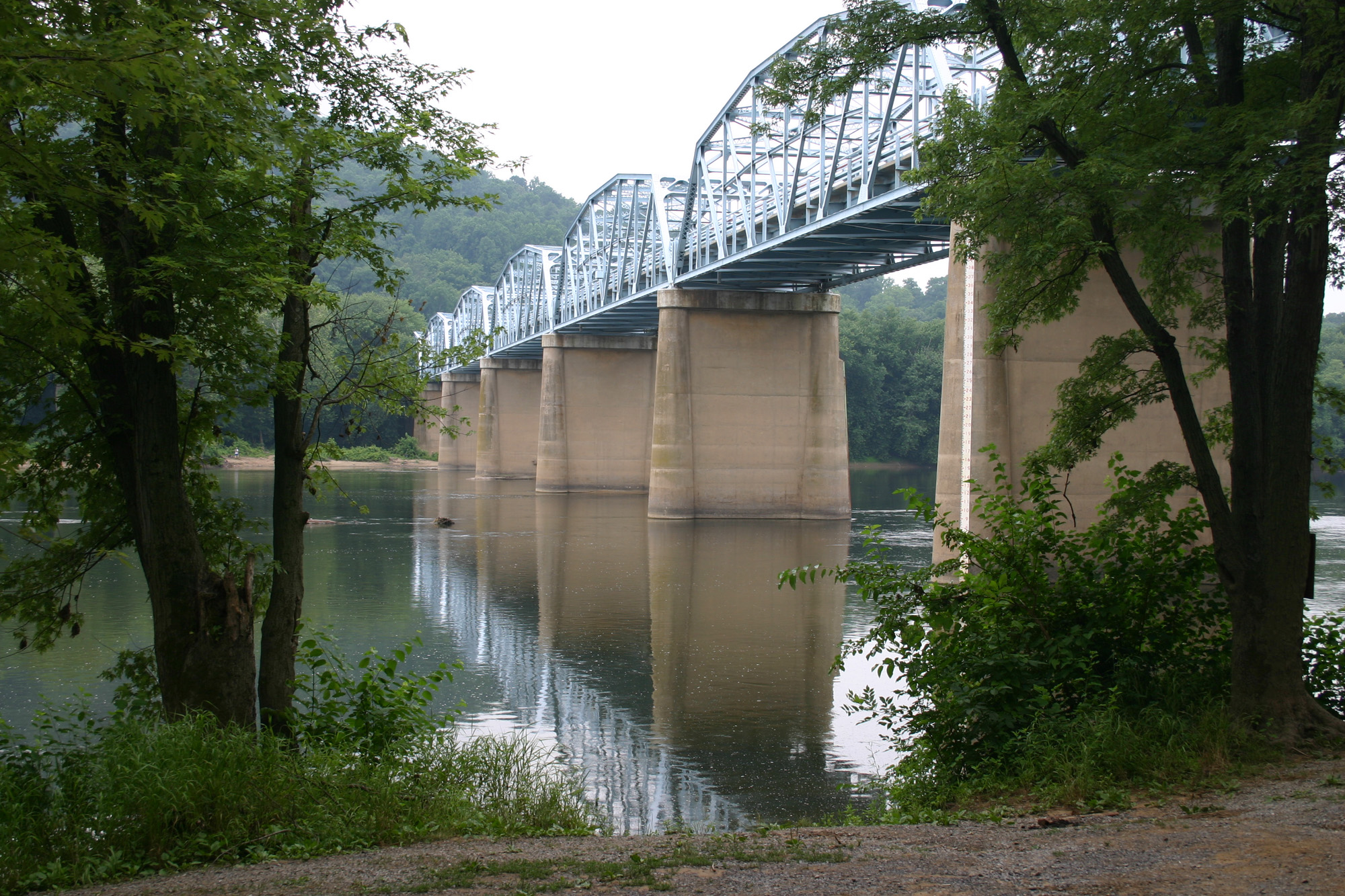
Le Point of Rocks Bridge sur le Potomac, construit en 1939.

Les ponts en treillis les plus nombreux ont été construits des années 1870 jusqu’aux années 1930. Quelques-uns de ces ponts subsistent encore aux États-Unis, mais la plupart ont été détruits et remplacés par des ponts relevant de techniques plus performantes. C'est l'effondrement d'un ouvrage construit en 1865 selon cette technique qui fut à l'origine de la catastrophe ferroviaire d'Ashtabula le 29 décembre 1876.
Avec le remplacement du bois par le métal, les ponts en treillis en fer forgé se sont développés à grande échelle dans les années 1870. Le pont bowstring, avec sa corde supérieure en arc, devient en particulier courant. Dans les années 1880, l’acier remplace le fer. De nouveaux concepts de treillis apparaissent. Dans les années 1910 des plans-types sont utilisés. Dans les années 1920 et 1930, quelques états comme la Pennsylvanie continuent encore à construire des ponts à treillis pour les grandes portées, mais d’autres comme le Michigan ont abandonné cette technique pour privilégier les ponts à poutres et tablier en béton armé.

## Types de tabliers
Comme pour les ponts en arc, le tablier peut être en position supérieure, inférieure ou intermédiaire du treillis. Les deux premiers types sont les plus répandus, car ils permettent de former facilement un caisson en treillis, ce qui n’est pas le cas pour les ponts où le tablier est en position intermédiaire. Ils sont également dénommés ponts à treillis par en dessous ou à treillis par-dessus.
Lorsque les membrures du treillis sont à la fois au-dessus et en dessous du tablier, on parle de pont à treillis traversé ou pont à tablier intermédiaire. Lorsque les poutres latérales ne sont pas liées entre elles au niveau de leur partie supérieure, on parle alors de « treillis poney » ou demi-pont à treillis traversé.
Quelquefois, les membrures supérieure et inférieure portent chacune un tablier, on parle alors de pont en treillis à double tablier. Cela peut être le cas lorsque l’on veut séparer le trafic routier du trafic ferroviaire ou pour séparer les deux flux du trafic routier.

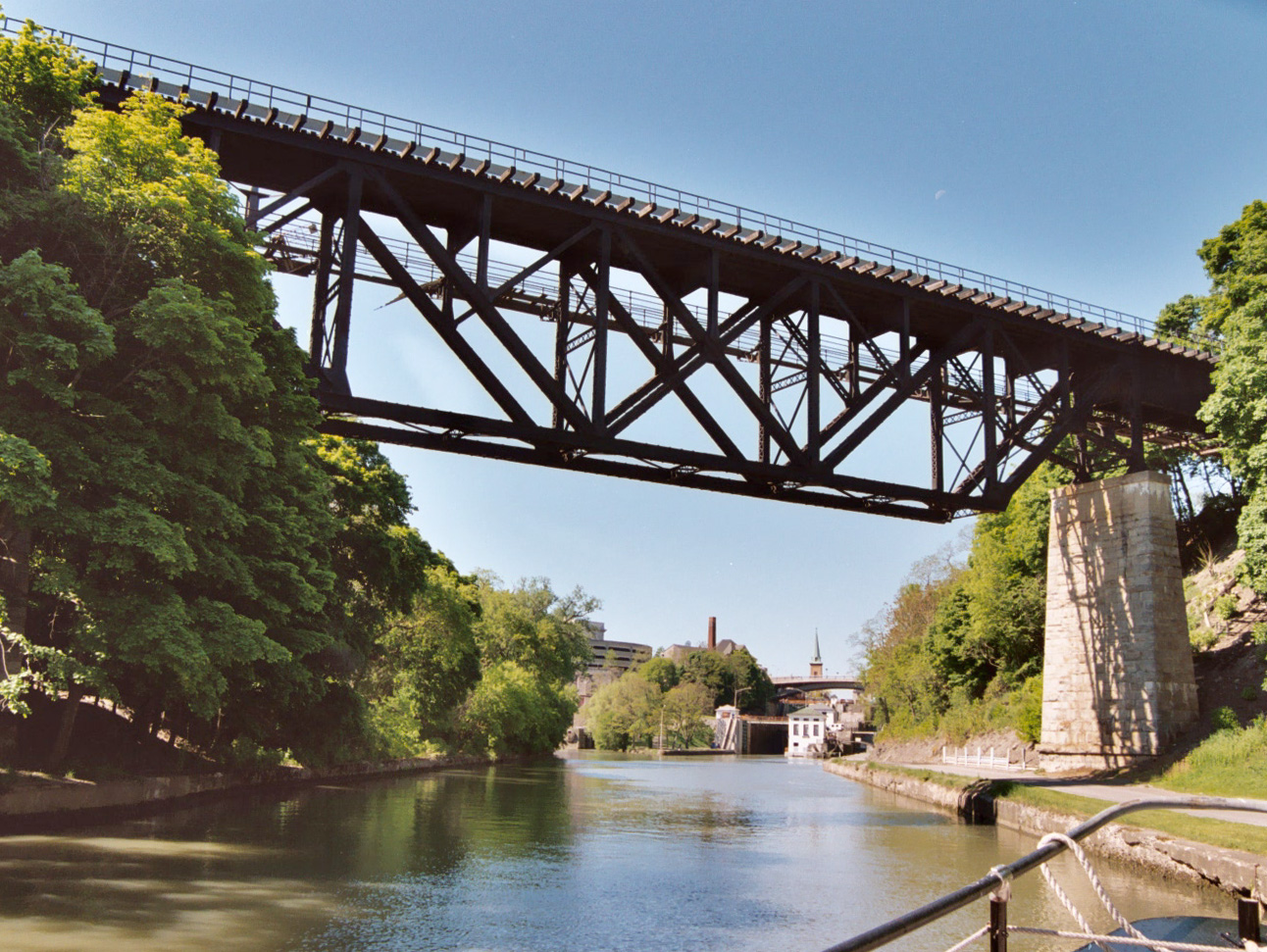
Pont de voie ferrée à tablier supérieur, sur le Canal Erié (EU).
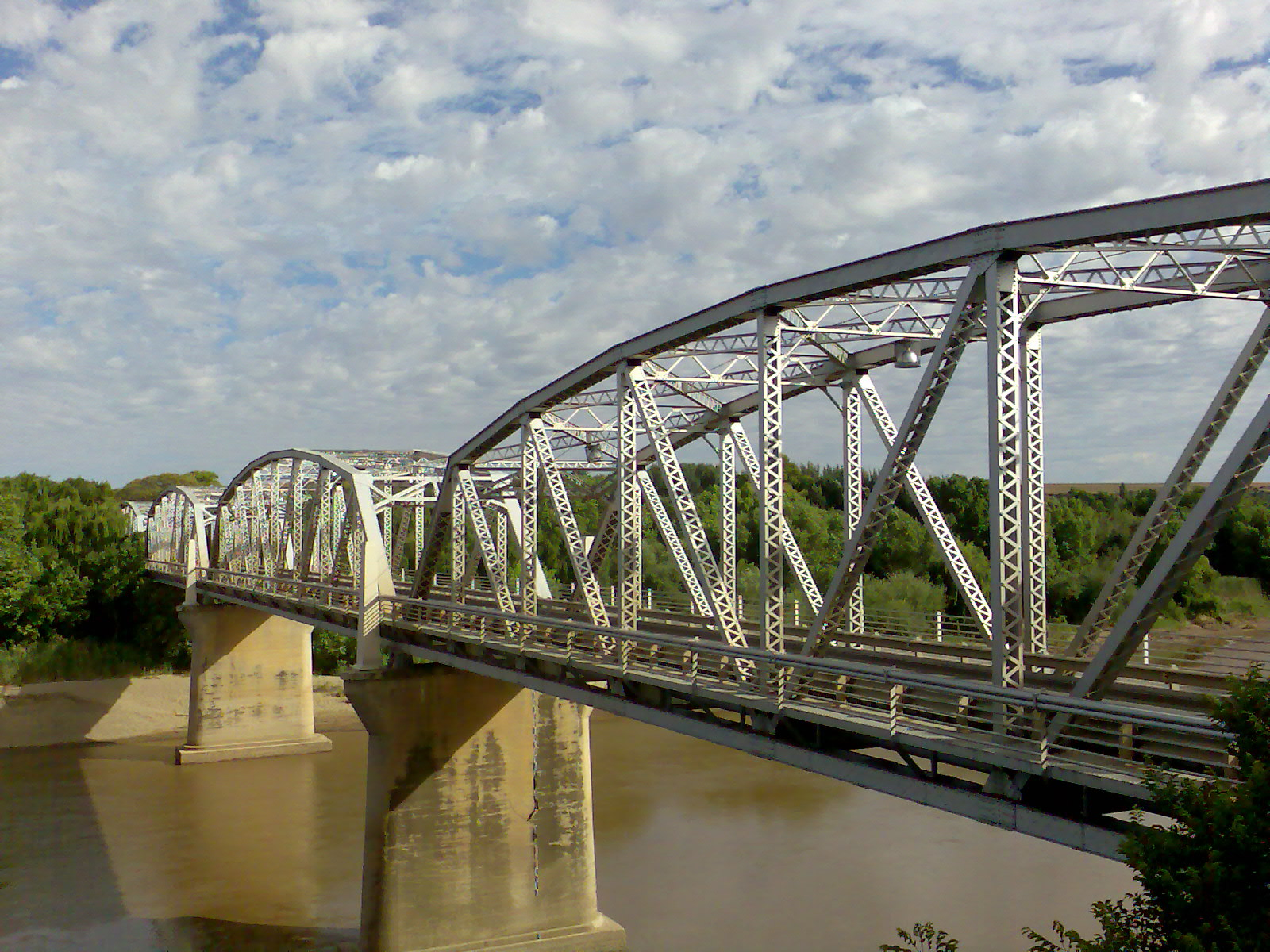
Pont du Général Hertzog, quatre travées en treillis pour voies ferrées sur le fleuve Orange à Aliwal North.
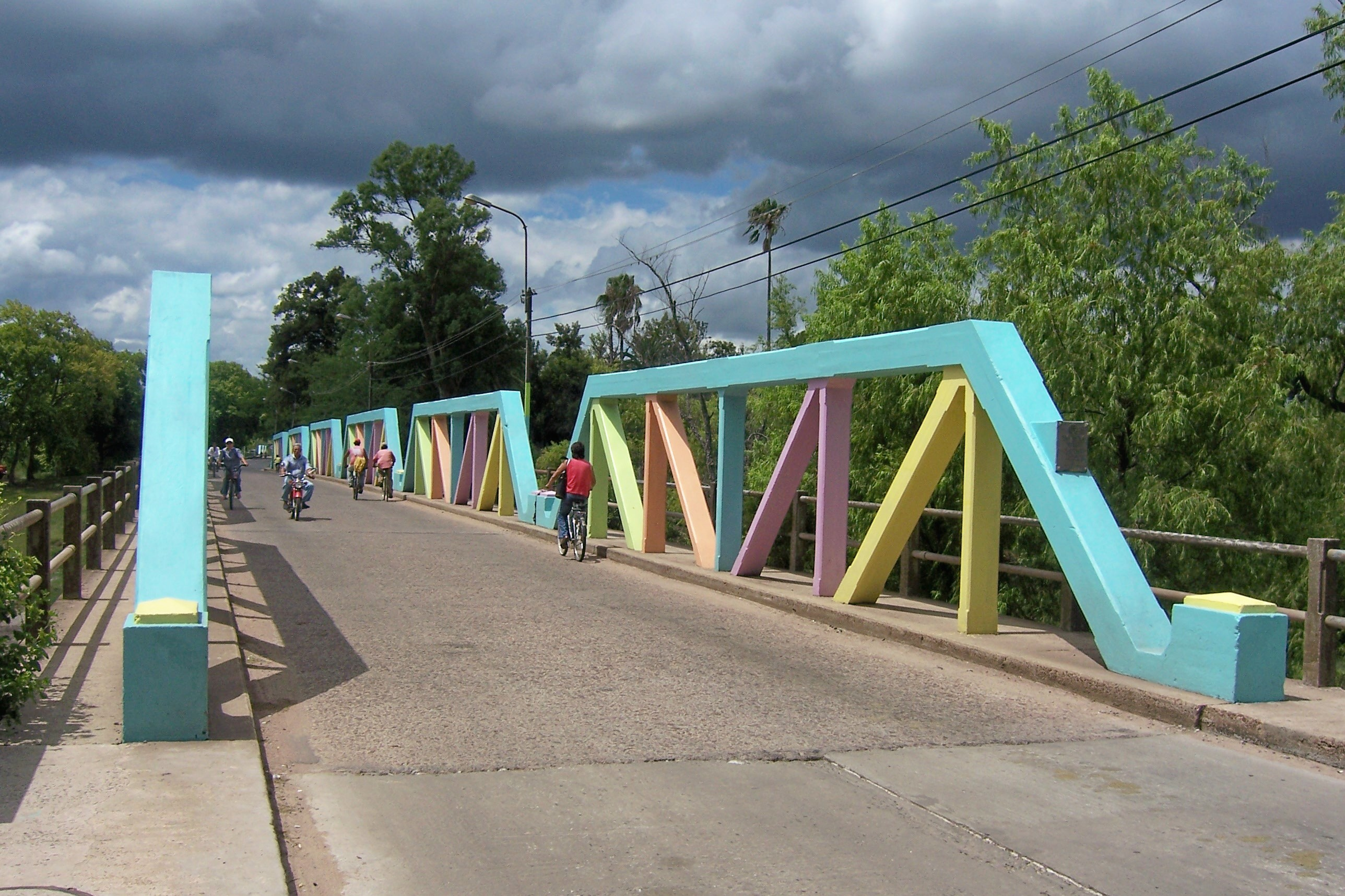
Pont routier en treillis Pony, dalle en béton armé.
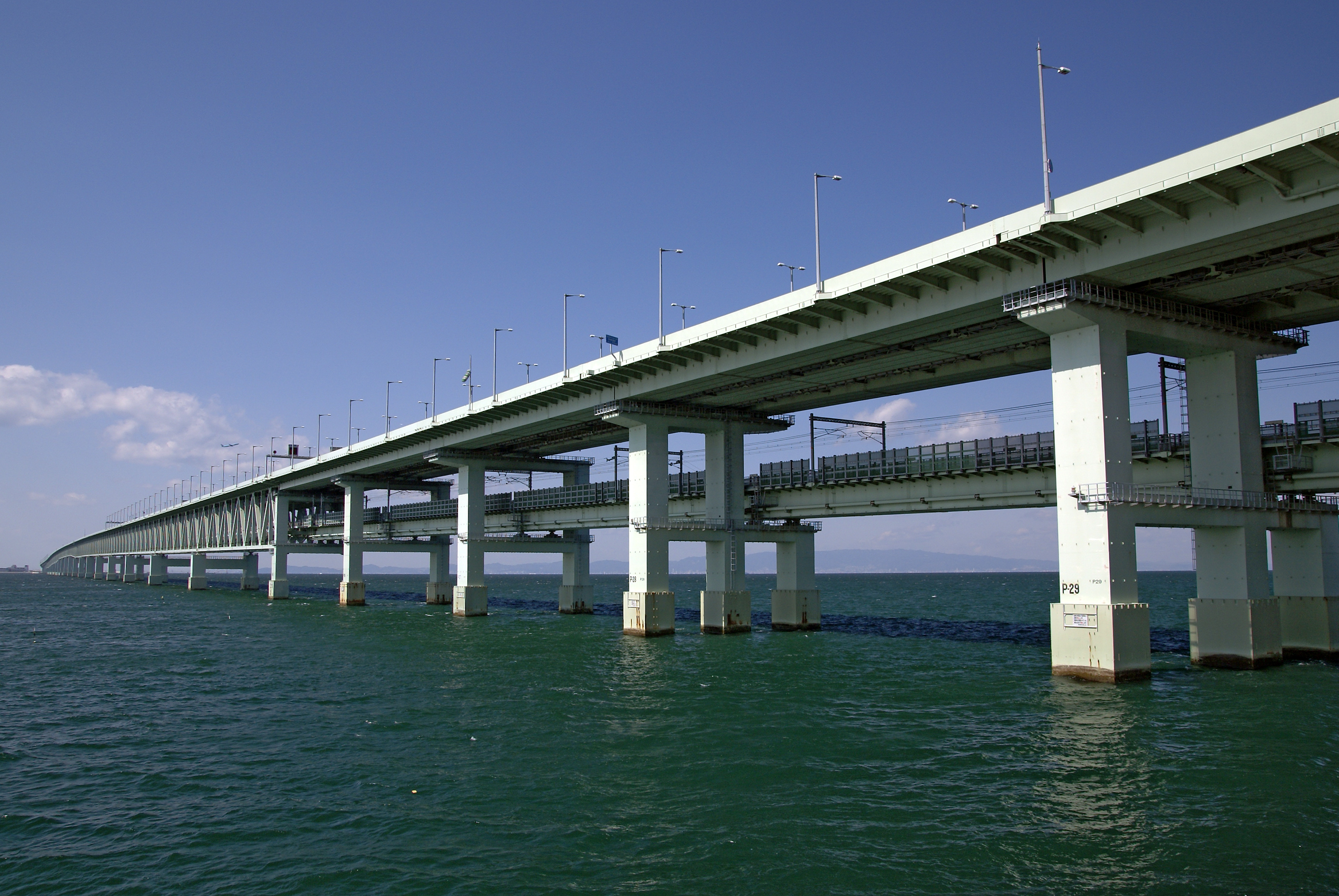
Sky Gate Bridge R à l'Aéroport international du Kansai, Osaka, Japon, pont en treillis à double tablier le plus long au monde. Il porte 3 voies routières sur le tablier supérieur et deux voies ferrées sur le tablier inférieur. Il comporte neuf travées en treillis.

## Types de treillis utilisés dans les ponts

Poutre type Town.
Poutre type Town double.
Poutre en K.
Poutre type Warren.
Poutre type Warren avec montants.
Poutre type Howe.
Poutre type Pratt.
Poutre en croix de Saint-André (juxtaposition des systèmes Pratt et Howe).
Poutre type Vierendeel.
Poutre composée.

## Philatélie
Les ponts en treillis ont souvent fait l’objet de représentations en philatélie.